# Coupe d'Afrique des nations de football 1986
Navigation
Côte d'Ivoire 1984 Maroc 1988
La Coupe d'Afrique des nations de football 1986 a lieu en Égypte du 7 au 21 mars 1986. Elle est remportée par le pays hôte.

## Qualifications

### Nations qualifiés
| Pays          | Qualification     | Participations                                           |
| ------------- | ----------------- | -------------------------------------------------------- |
| Égypte        | Pays organisateur | 9 (1957, 1959, 1962, 1963, 1970, 1974, 1976, 1980, 1984) |
| Cameroun      | Tenant du titre   | 4 (1970, 1972, 1982, 1984)                               |
| Côte d'Ivoire | Tour préliminaire | 6 (1965, 1968, 1970, 1974, 1980, 1984)                   |
| Algérie       | Tour préliminaire | 4 (1968, 1980, 1982, 1984)                               |
| Maroc         | Tour préliminaire | 3 (1972, 1976, 1980)                                     |
| Zambie        | Tour préliminaire | 3 (1974, 1978, 1982)                                     |
| Sénégal       | Tour préliminaire | 2 (1965, 1968)                                           |
| Mozambique    | Tour préliminaire | Première participation                                   |

## Tournoi final

### Groupes
Groupe A (matchs au Caire)
- Côte d'Ivoire
- Égypte
- Mozambique
- Sénégal

Groupe B (matchs à Alexandrie)
- Algérie
- Cameroun
- Maroc
- Zambie

### Stades
- Stade international (Le Caire)
- Stade d'Alexandrie (Alexandrie)

### Résultats

#### Groupe A
1re journée
| 7 mars 1986 | Sénégal  | 1 – 0 | Égypte | Stade international, Le Caire                       |                                                     |
|             | Youm 67e |       |        | Spectateurs : 45 000 Arbitrage : Edwin Picon-Ackong | Spectateurs : 45 000 Arbitrage : Edwin Picon-Ackong |
|             | Rapport  |       |        | Spectateurs : 45 000 Arbitrage : Edwin Picon-Ackong | Spectateurs : 45 000 Arbitrage : Edwin Picon-Ackong |

| 7 mars 1986 | Côte d'Ivoire                 | 3 – 0 | Mozambique | Stade international, Le Caire                       |                                                     |
|             | A. Traoré 25e 74e · N'Dri 86e |       |            | Spectateurs : 45 000 Arbitrage : Gebreyesus Tesfaye | Spectateurs : 45 000 Arbitrage : Gebreyesus Tesfaye |
|             | Rapport                       |       |            | Spectateurs : 45 000 Arbitrage : Gebreyesus Tesfaye | Spectateurs : 45 000 Arbitrage : Gebreyesus Tesfaye |

2e journée
| 10 mars 1986 | Sénégal                | 2 – 0 | Mozambique | Stade international, Le Caire                   |                                                 |
|              | Fall 28e · Bocandé 83e |       |            | Spectateurs : 50 000 Arbitrage : Festus Okubule | Spectateurs : 50 000 Arbitrage : Festus Okubule |
|              | Rapport                |       |            | Spectateurs : 50 000 Arbitrage : Festus Okubule | Spectateurs : 50 000 Arbitrage : Festus Okubule |

| 10 mars 1986 | Égypte                      | 2 – 0 | Côte d'Ivoire | Stade international, Le Caire                   |                                                 |
|              | Gharib 73e · Abdelhamid 83e |       |               | Spectateurs : 50 000 Arbitrage : Bester Kalombo | Spectateurs : 50 000 Arbitrage : Bester Kalombo |
|              | Rapport                     |       |               | Spectateurs : 50 000 Arbitrage : Bester Kalombo | Spectateurs : 50 000 Arbitrage : Bester Kalombo |

3e journée
| 13 mars 1986 | Côte d'Ivoire | 1 – 0 | Sénégal | Stade international, Le Caire                        |                                                      |
|              | A. Traoré 71e |       |         | Spectateurs : 55 000 Arbitrage : Jean-Fidèle Diramba | Spectateurs : 55 000 Arbitrage : Jean-Fidèle Diramba |
|              | Rapport       |       |         | Spectateurs : 55 000 Arbitrage : Jean-Fidèle Diramba | Spectateurs : 55 000 Arbitrage : Jean-Fidèle Diramba |

| 13 mars 1986 | Égypte           | 2 – 0 | Mozambique | Stade international, Le Caire                 |                                               |
|              | Abouzaid 13e 15e |       |            | Spectateurs : 55 000 Arbitrage : Ally Hafidhi | Spectateurs : 55 000 Arbitrage : Ally Hafidhi |
|              | Rapport          |       |            | Spectateurs : 55 000 Arbitrage : Ally Hafidhi | Spectateurs : 55 000 Arbitrage : Ally Hafidhi |

| Place | Pays          | Pts | J | G | N | P | Buts + | Buts - | Diff. |
| 1er   | Égypte        | 4   | 3 | 2 | 0 | 1 | 4      | 1      | +3    |
| 2e    | Côte d'Ivoire | 4   | 3 | 2 | 0 | 1 | 4      | 2      | +2    |
| 3e    | Sénégal       | 4   | 3 | 2 | 0 | 1 | 3      | 1      | +2    |
| 4e    | Mozambique    | 0   | 3 | 0 | 0 | 3 | 0      | 7      | -7    |

#### Groupe B
1re journée
| 8 mars 1986 | Algérie | 0 – 0 | Maroc | Stade d'Alexandrie, Alexandrie                 |
|             |         |       |       | Spectateurs : 12 000 Arbitrage : Ali Bennaceur |
|             | Rapport |       |       |                                                |

| 8 mars 1986 | Cameroun                          | 3 – 2 | Zambie                          | Stade d'Alexandrie, Alexandrie                  |                                                 |
|             | Milla 46e · M'Fédé 67e 82e (pen.) |       | 65e Chabala · 77e (pen.) Bwalya | Spectateurs : 20 000 Arbitrage : Idrissa Traoré | Spectateurs : 20 000 Arbitrage : Idrissa Traoré |
|             | Rapport                           |       |                                 | Spectateurs : 20 000 Arbitrage : Idrissa Traoré | Spectateurs : 20 000 Arbitrage : Idrissa Traoré |

2e journée
| 11 mars 1986 | Algérie | 0 – 0 | Zambie | Stade d'Alexandrie, Alexandrie               |
|              |         |       |        | Spectateurs : 4 000 Arbitrage : Karim Camara |
|              | Rapport |       |        |                                              |

| 11 mars 1986 | Cameroun  | 1 – 1 | Maroc      | Stade d'Alexandrie, Alexandrie                   |                                                  |
|              | Milla 89e |       | 63e Krimau | Spectateurs : 4 000 Arbitrage : Frank Valdemarca | Spectateurs : 4 000 Arbitrage : Frank Valdemarca |
|              | Rapport   |       |            | Spectateurs : 4 000 Arbitrage : Frank Valdemarca | Spectateurs : 4 000 Arbitrage : Frank Valdemarca |

3e journée
| 14 mars 1986 | Maroc              | 1 – 0 | Zambie | Stade d'Alexandrie, Alexandrie                   |                                                  |
|              | Chilengi 18e (csc) |       |        | Spectateurs : 10 000 Arbitrage : Simon Bantsimba | Spectateurs : 10 000 Arbitrage : Simon Bantsimba |
|              | Rapport            |       |        | Spectateurs : 10 000 Arbitrage : Simon Bantsimba | Spectateurs : 10 000 Arbitrage : Simon Bantsimba |

| 14 mars 1986 | Cameroun                       | 3 – 2 | Algérie                | Stade d'Alexandrie, Alexandrie                |                                               |
|              | Kana-Biyik 66e 70e · Milla 72e |       | 61e Madjer · 73e Maroc | Spectateurs : 10 000 Arbitrage : Badou Jasseh | Spectateurs : 10 000 Arbitrage : Badou Jasseh |
|              | Rapport                        |       |                        | Spectateurs : 10 000 Arbitrage : Badou Jasseh | Spectateurs : 10 000 Arbitrage : Badou Jasseh |

| Place | Pays     | Pts | J | G | N | P | Buts + | Buts - | Diff. |
| 1er   | Cameroun | 5   | 3 | 2 | 1 | 0 | 7      | 5      | +2    |
| 2e    | Maroc    | 4   | 3 | 1 | 2 | 0 | 2      | 1      | +1    |
| 3e    | Algérie  | 2   | 3 | 0 | 2 | 1 | 2      | 3      | -1    |
| 4e    | Zambie   | 1   | 3 | 0 | 1 | 2 | 2      | 4      | -2    |

#### Demi-finales
| 17 mars 1986 | Cameroun  | 1 – 0 | Côte d'Ivoire | Stade d'Alexandrie, Alexandrie                      |                                                     |
|              | Milla 46e |       |               | Spectateurs : 10 000 Arbitrage : Edwin Picon-Ackong | Spectateurs : 10 000 Arbitrage : Edwin Picon-Ackong |
|              | Rapport   |       |               | Spectateurs : 10 000 Arbitrage : Edwin Picon-Ackong | Spectateurs : 10 000 Arbitrage : Edwin Picon-Ackong |

| 17 mars 1986 | Égypte       | 1 – 0 | Maroc | Stade international, Le Caire                       |                                                     |
|              | Abouzaid 79e |       |       | Spectateurs : 95 000 Arbitrage : Gebreyesus Tesfaye | Spectateurs : 95 000 Arbitrage : Gebreyesus Tesfaye |
|              | Rapport      |       |       | Spectateurs : 95 000 Arbitrage : Gebreyesus Tesfaye | Spectateurs : 95 000 Arbitrage : Gebreyesus Tesfaye |

#### Match pour la3eplace
| 20 mars 1986 | Côte d'Ivoire                               | 3 – 2 | Maroc                  | Stade international, Le Caire                    |                                                  |
|              | Ben Salah 8e · Kassi-Kouadio 38e 68e (pen.) |       | Rhiati 44e · Sahil 85e | Spectateurs : 5 000 Arbitrage : Frank Valdemarca | Spectateurs : 5 000 Arbitrage : Frank Valdemarca |
|              | Rapport                                     |       |                        | Spectateurs : 5 000 Arbitrage : Frank Valdemarca | Spectateurs : 5 000 Arbitrage : Frank Valdemarca |

#### Finale
| 21 mars 1986                                           | Égypte            | 0 – 0 a. p.                                           | Cameroun | Stade international, Le Caire                  |
|                                                        |                   |                                                       |          | Spectateurs : 95 000 Arbitrage : Ali Bennaceur |
|                                                        | Rapport           |                                                       |          |                                                |
| Yehia · Abdelghani · Abdou · Shehata · Mayhoub · Kasem | Tirs au but 5 – 4 | M'Fédé · Kundé · M'Bida · Milla · Aoudou · Kana-Biyik |          |                                                |

### Classement de la compétition
| |               |                         |
| \| Place \| Nation \| Stade de la compétition \| \| ------------------ \| ------------- \| ----------------------- \| \| Médaille d'or \| Égypte \| Vainqueur \| \| Médaille d'argent \| Cameroun T \| Finale \| \| Médaille de bronze \| Côte d'Ivoire \| Troisième \| \| 4 \| Maroc \| Demi-finale \| \| 5 \| Sénégal \| Premier tour \| \| 6 \| Algérie \| Premier tour \| \| 7 \| Zambie \| Premier tour \| \| 8 \| Mozambique \| Premier tour \| |               |                         |
| Place | Nation        | Stade de la compétition |
| Médaille d'or | Égypte        | Vainqueur               |
| Médaille d'argent | Cameroun T    | Finale                  |
| Médaille de bronze | Côte d'Ivoire | Troisième               |
| 4 | Maroc         | Demi-finale             |
| 5 | Sénégal       | Premier tour            |
| 6 | Algérie       | Premier tour            |
| 7 | Zambie        | Premier tour            |
| 8 | Mozambique    | Premier tour            |

## Équipe type de la compétition
| Gardien | Défenseurs | Milieux | Attaquants | Sélectionneur |
| ------- | ---------- | ------- | ---------- | ------------- |
|         |            |         |            | Mike Smith    |

### Meilleurs buteurs
- Roger Milla ( Cameroun) (4 buts)
- Abdoulaye Traoré ( Côte d'Ivoire) (3 buts)
- Taher Abouzaid ( Égypte) (3 buts)